# Fore (golf)
"Fore!" se u golf-igri izvikiva kao upozorenje, kada se javlja mogućnost da golf-loptica može pogoditi igrače ili gledatelje.
U prijevodu znači "ispred, pred", a vjeruje se da dolazi od vojnog izraza "beware before", kojeg se izvikivalo kada bi bitnica ispaljivala iza postrojbi. 
Drugo tumačenje je: Flying Object Returning to Earth ili u prijevodu "leteći objekti koji se vraćaju na Zemlju".

Ne postoji niti jedan rječnik koji točno opisuje nastanak riječi "FORE" međutim The Shorter Oxford Dictionary bilježi prvu pojavu te riječi 1878. kao uzvik upozorenja ljudima koji se nalaze u smjeru u kojem leti golf loptica. Ta je riječ opisana kao skraćenica riječi before. 
Postoji dodatno objašnjenje prvi puta spomenuto 1857. u rječniku golf izraza koji je usko vezan s riječi Caddie.
Sredinom 19. stoljeća golf loptice bile su vrlo skupe te su golferi zapošljaveli tzv. Forecaddies koji su stajali na terenu gdje bi loptica otprilike trebala pasti. Njihova svrha je bila da odmah pronađu lopticu na terenu te smanje broj izgubljenih - slično kako su danas organizirani profesionalni golf turniri. Te "sakupljače loptica" zazivali su uzvikom "Fore-caddie" kako bi izbjegli rizik da oni sami budu pogođeni lopticom. Budući da je to prilično dugačka riječ za uzviknuti, navodno je od cijele riječi preostao samo dio "Fore" koji se koristi i danas.

## Vanjske poveznice
- Fore-ova povijest  Arhivirana inačica izvorne stranice od 7. veljače 2006. (Wayback Machine)